# Miseryfjellet
De Miseryfjellet is een berg op Bereneiland. De berg is 536 meter hoog en daarmee de hoogste berg van het eiland. De Miseryfjellet heeft drie pieken, namelijk de Urd (536 m), de Verdande (462 m) en de Skuld (454 m). De pieken zijn vernoemd naar de nornen Urd, Verdandi en Skuld uit de Noordse mythologie.